# Daniel Oren
Daniel Oren (Tel Aviv, 25 maggio 1955) è un direttore d'orchestra israeliano.

## Biografia
(Daniel Oren)
Già giovanissimo iniziò la propria formazione musicale in Israele studiando canto, armonia, contrappunto e pianoforte. Perfezionò gli studi in seguito a Berlino Ovest presso la Musikhofschule grazie ad una borsa di studio che il governo israeliano elargiva ogni anno per i giovani artisti promettenti. Oren ha sempre nutrito notevoli apprezzamenti per il repertorio d'opera, soprattutto francese ed italiano d’epoca romantica e verista, in particolar modo per i lavori di Bizet, Verdi e Puccini. Non ha quasi mai diretto lavori sinfonici se non in particolari occasioni. Grande ammiratore di Leonard Bernstein, è proprio grazie a lui che si esibì per la prima volta in pubblico, appena tredicenne, come voce solista nel Chichester's Psalms.
In seguito perfezionò gli studi di direzione d'orchestra in Germania Ovest arrivando a vincere, nel 1975, il più prestigioso concorso del settore riservato ai giovani, l"Herbert von Karajan", dedicato all'omonimo direttore d'orchestra austriaco.
La fama di Oren si accrebbe progressivamente arrivando in Italia, dove gli venne affidata la direzione dell'Opera di Roma nel dicembre 1979 con Tosca con Raina Kabaivanska ed Éva Marton; nel 1980 sempre a Roma dirige Manon con Alfredo Kraus, I due Foscari con Renato Bruson e Carlo Bergonzi e La fanciulla del West e nel 1981 la prima rappresentazione di Fausta di Gaetano Donizetti.
Successivamente, dirige in altri importanti teatri come il Verdi di Trieste nel 1981 con Manon Lescaut, nel 1982 con Falstaff con William Matteuzzi e Semiramide con Lucia Valentini Terrani, nel 1983 Turandot, La traviata, I due foscari con Piero Cappuccilli e La fanciulla del West, il San Carlo di Napoli (1984-1985), il Teatro Filarmonico (Verona) dove è presente dal 1984 al 2004 con sei concerti, il Teatro Margherita (Genova) di Genova (1986-1988), il Regio di Parma, nel Teatro Massimo Vincenzo Bellini di Catania nel 1991 la ripresa di Madama Butterfly e nel 1997 la ripresa di Nabucco con Maria Dragoni, Leo Nucci e Ferruccio Furlanetto, nel 1996 la replica straordinaria nel Teatro Comunale di Firenze di Madama Butterfly, al Teatro comunale Luciano Pavarotti di Modena nel 2004 con Nabucco e nel 2008 Rigoletto.
Al Teatro Regio di Torino nel 1996 dirige La bohème con Luciano Pavarotti, Mirella Freni, Lucio Gallo, Pietro Spagnoli, Nicolai Ghiaurov ed Alfredo Mariotti in diretta sulla RAI.
Al Giuseppe Verdi di Salerno dal 2007 dirige la riapertura del Teatro con un gala di Fiorenza Cedolins, La bohème, La traviata e Die lustige Witwe nel 2008, Lucia di Lammermoor, Rigoletto, Nabucco e Aida nel 2009, Il barbiere di Siviglia, Romeo et Juliette, Carmen, Francesca da Rimini e Luisa Miller nel 2010, Il trovatore nel 2011 con Alberto Gazale, Norma e Cavalleria rusticana e Pagliacci con Amarilli Nizza e Gazale, nel 2012 Les pêcheurs de perles, Robert le diable e Aida, nel 2013 Nabucco con Carlo Colombara e Marija Hulehina e La bohème con Jessica Pratt, nel 2014 La vedova allegra con Alessandro Safina, Fiorenza Cedolins e Gennaro Cannavacciuolo protagonista di Prima della Prima di Rai 3 e nel 2015 dirige un concerto con Diana Damrau.
Da oltre vent'anni è uno dei protagonisti di spicco del festival areniano di Verona.
All'Arena di Verona debutta dirigendo Tosca nel 1984 e da allora è tornato ogni anno, fino a diventare uno dei direttori più presenti nei cartelloni areniani, ha diretto Aida con Bruna Baglioni, Fiorenza Cossotto, Bonaldo Giaiotti, Ivo Vinco e Piero Cappuccilli dal 1985, Nabucco con Cappuccilli, Gianfranco Cecchele e Giaiotti dal 1989, Otello del 1994, Turandot e Carmen di Bizet dal 1995, Un ballo in maschera nel 1998, Il Trovatore nel 2001, Madama Butterfly del 2004 con Fiorenza Cedolins, Marcello Giordani e Juan Pons trasmessa da Rai 5, La bohème del 2005, nel 2012 dirige Don Giovanni e nel 2013 Aida celebrazione del Centenario del Festival protagonisti Fiorenza Cedolins, Marco Berti, Violeta Urmana, Ambrogio Maestri, ed Orlin Anastassov.
Per il Teatro La Fenice di Venezia nel 1987 dirige due concerti, nel 1989 Madama Butterfly ed un concerto nel Teatro Toniolo di Mestre e nel 1991 Adriana Lecouvreur e Don Carlo con Samuel Ramey.
A Trieste torna nel 1990 con La vedova allegra con Luciana Serra, nel 1999 con Lucia di Lammermoor, nel 2000 Adriana Lecouvreur con Fiorenza Cedolins, nel 2001 Bohème con la Cedolins, Fabio Sartori ed Alfredo Mariotti e Les contes d'Hoffmann, nel 2002 Manon di Massenet con Rolando Villazón e Werher, nel 2003 Nabucco con Bruson ed Andrea Gruber e Tosca con Fiorenza Cedolins, Salvatore Licitra e Mariotti, nel 2004 Il barbiere di Siviglia con Jennifer Larmore e Nucci, nel 2005 La vedova allegra con la Cedolins, Madama Butterfly, nel 2006 Rigoletto con Bruson e La Bohème con la Cedolins.
Al Royal Opera House di Londra debutta nel maggio 1993 con La bohème ed in giugno dello stesso anno dirige Tosca, nel 2005 Madama Butterfly, nel 2006 La Juive, nel 2008 Carmen, nel 2009 Rigoletto, nel 2010 Romeo e Giulietta, nel 2011 La sonnambula e nel 2012 Rusalka e Robert le diable arrivando a 60 recite. Nel 2013 dirige Carmen con Anita Rachvelishvili, Roberto Alagna e Verónica Cangemi e nel 2014 Un ballo in maschera con Joseph Calleja e Dmitri Hvorostovsky.
Alla Wiener Staatsoper debutta nel 1994 con Tosca, nel 1995 dirige Manon di Massenet e nel 1997 La traviata ed Otello con Plácido Domingo e Barbara Frittoli.
Per il Metropolitan Opera House debutta nel 1995 con Tosca con Luciano Pavarotti e Pons, nel 2003 dirige Turandot con la Gruber e La bohème e nel 2004 Rodelinda con Renée Fleming.
All'Opéra National de Paris nel 1999 dirige La bohème, nel 2001 Rigoletto con Nucci e Sumi Jo, nel 2004 Il barbiere di Siviglia con Joyce Didonato, nel 2007 La Juive con Anna Caterina Antonacci e Chris Merritt e La traviata con José van Dam, nel 2009 Andrea Chénier, nel 2011 Francesca da Rimini con Alagna e Luisa Miller, nel 2012 Cavalleria rusticana e Pagliacci, nel 2013 Falstaff con Maestri e Marie-Nicole Lemieux e La Gioconda con la Urmana, Anastassov, María José Montiel, Marcelo Álvarez e Claudio Sgura e nel 2014 Tosca con Álvarez.
Nel 2012 dirige Il trovatore al Théâtre du Capitole di Tolosa, Tosca al Teatro Comunale di Firenze con Fabio Armiliato e Dario Giorgelè, Lucia di Lammermoor e Carmen al Tel Aviv Performing Arts Center, un concerto a La Coruña e Rigoletto al Teatro Regio di Parma con Nucci, La bohème al Festival Puccini di Torre del Lago, con Maria Agresta, Stefano Secco e Gabriele Viviani.
Nel 2013 dirige Luisa Miller a Tel Aviv, Les Pêcheurs de perles al Teatro Real di Madrid con Juan Diego Flórez, Turandot al Festival Puccini di Torre del Lago  con Giovanna Casolla, Giordani, Elena Mosuc e Carlo Striuli e Rigoletto con Nucci a Bilbao e le celebrazioni del Bicentenario Verdiano e del Centenario del Festival dell’Arena di Verona con l’Aida Storica (Fiorenza Cedolins, Marco Berti, Maestri, Urmana regia De Bosio).
Nel 2014 dirige La sonnambula con Patrizia Ciofi, Flórez e Nicola Ulivieri al Gran Teatre del Liceu di Barcellona, La bohème con la Agresta e La traviata con Celso Albelo a Tel Aviv, Tosca con Alvarez ad Astana ed al Teatro Massimo Vittorio Emanuele di Palermo con Hui He ed Un ballo in maschera a Tolosa.
Nel 2015 dirige Nabucco con Gazale e Colombara a Tel Aviv e Norma con Carmen Giannattasio, Massimo Giordano (tenore) e Sonia Ganassi a Pechino.
Mantiene inoltre consolidati rapporti di collaborazione con i più famosi teatri mondiali come l'Opéra Bastille di Parigi, la Staatsoper di Vienna, il Covent Garden di Londra, il Metropolitan di New York, il Teatro Colón di Buenos Aires e il Teatro dell'Opera di Tokyo.
Ha diretto importanti orchestre come l'Accademia Nazionale di Santa Cecilia a Roma, l'orchestra del Maggio Musicale Fiorentino, l’Orchestra filarmonica d'Israele, i Berliner Philharmoniker e diverse orchestre radiofoniche.
Nel 2018 debutta, riscuotendo grande successo, alla Scala di Milano con Aida nello storico allestimento di Franco Zeffirelli in occasione dei 95 anni di quest'ultimo.
Il 21 giugno e il 22 agosto 2019, onorando la memoria di Franco Zeffirelli, dirige La traviata di Verdi all'Arena di Verona nell'allestimento creato dal maestro recentemente scomparso.

## CD parziale
- Bizet: Les pêcheurs de perles - Orchestra Filarmonica Alérnitana Giuseppe Verdi/Coro del Teatro dell'Opera di Salerno/Daniel Oren/Desirée Rancatore/Celso Albelo/Luca Grassi/Alastair Miles, 2012 Brilliant
- Meyerbeer: Robert le diable - Bryan Hymel/Martial Defontaine/Carmen Giannattasio/Patrizia Ciofi/Alastair Miles/Carlo Striuli/Francesco Pittari/Coro del Teatro dell'Opera di Salerno/Luigi Petrozziello/Symphonic Orchestra of the Teatro Verdi, Salerno/Daniel Oren, 2013 Brilliant
- Verdi: Nabucco - Tokyo Symphony Orchestra/Daniel Oren/Renato Bruson/Marija Hulehina/Ferruccio Furlanetto, 1999 naïve
- Verdi, The Verdi tenor - Alvarez/Oren/Orch. Verdi Milano, 2009 Decca
- Florez, Bel canto spectacular - Oren/Orch. Comunid. Valenciana, 2007 Decca

## DVD & BLU-RAY parziale
- Verdi, Nabucco - Oren/Nucci/Hulehina, regia Denis Krief 2007 Decca
- Puccini, Tosca - Oren/Fiorenza Cedolins/Marcelo Álvarez/Ruggero Raimondi, regia Hugo De Ana 2006 TDK
- Puccini, Madama Butterfly - Oren/Fiorenza Cedolins/Marcello Giordani/Juan Pons, regia Franco Zeffirelli 2004 TDK